# Myślenicki Korytarzyk
Myślenicki Korytarzyk – jaskinia w Dolinie Goryczkowej w Tatrach Zachodnich. Wejście do niej znajduje się w zachodnim zboczu Myślenickich Turni na wysokości 1305 metrów n.p.m. Długość jaskini wynosi 6,5 metrów, a jej deniwelacja 2 metry.

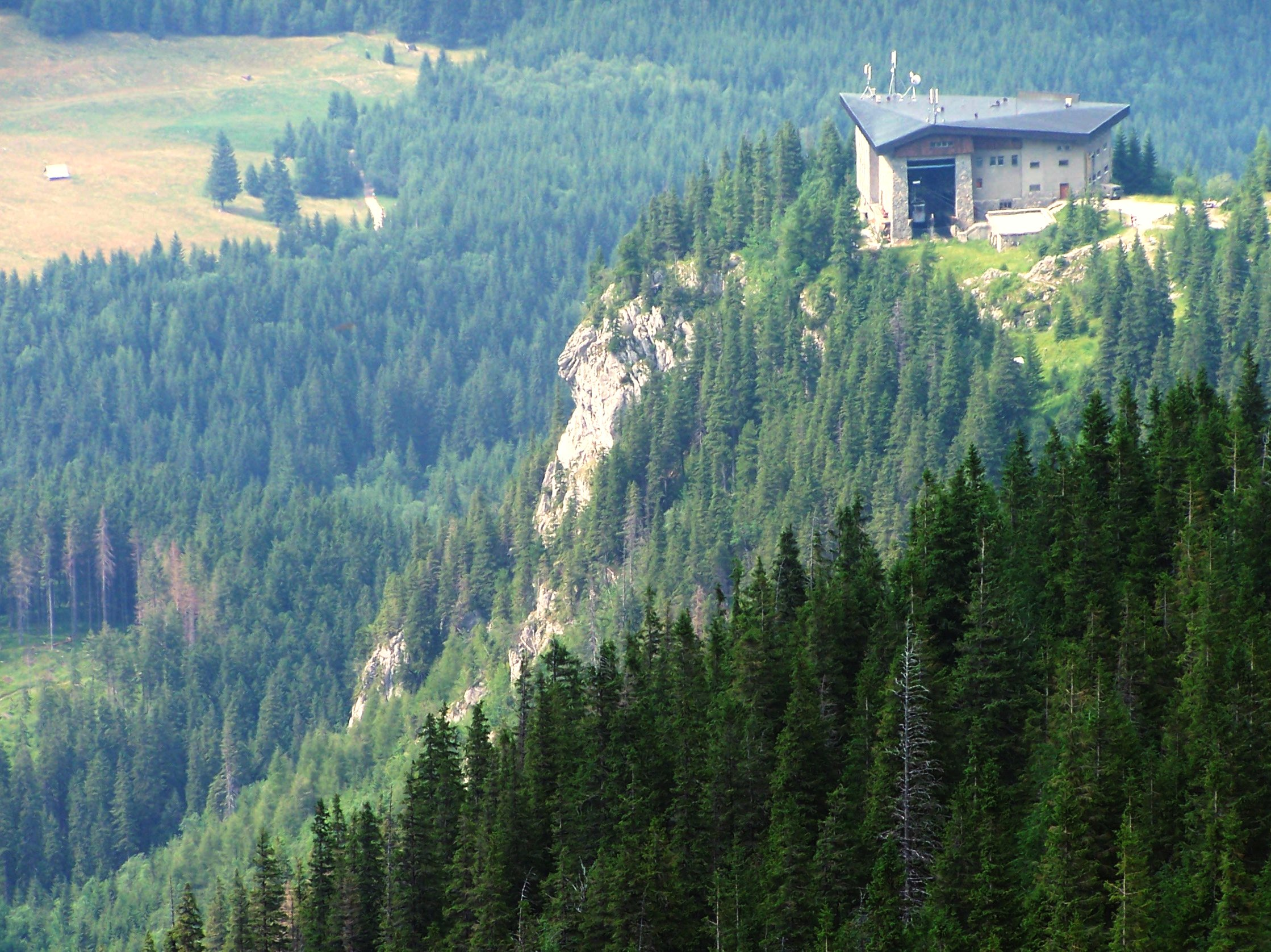
Zachodnie zbocze Myślenickich Turni

## Opis jaskini
Jaskinia zaczyna się niewielką, o pochyłym dnie, salą, do której prowadzi duży otwór wejściowy przedzielony wantą. Z jej najniższego punktu odchodzi prawie poziomy, bardzo ciasny korytarzyk kończący się namuliskiem.

## Przyroda
W jaskini można spotkać nacieki grzybkowe. Ściany są wilgotne, rosną na nich mchy, glony i porosty.

## Historia odkryć
Jaskinię odkryli Stefan Zwoliński i syn Jana Gwalberta Pawlikowskiego – Michał w 1932 roku. Pierwszy jej plan i opis sporządziła I. Luty przy pomocy W. Morgi w 2000 roku.